# جان بريت
جان بريت (بالإنجليزية: Jan Brett)‏ هي كاتِبة أمريكية، ولدت في 1 ديسمبر 1949 في نورويل في الولايات المتحدة.

## وصلات خارجية
- الموقع الرسمي